# Paul Thomas (musicien)
Pour les articles homonymes, voir Paul Thomas et Thomas.
Paul Anthony Thomas, né le 5 octobre 1980 à Waldorf, est le bassiste du groupe Good Charlotte. Son inspiration musicale est issue de groupes divers tels : Pixies, Joy Division, Bauhaus, Sebadoh, Skinny Puppy, Mobb Deep, Wu-Tang, Tool, The Misfits, Lagwagon, Rage Against the Machine, New Order, ou encore Fugazi.

## Discographie
- 2000 : Good Charlotte
- 2002 : The Young and the Hopeless
- 2004 : The Chronicles of Life and Death
- 2004:Live at Brixton Academy (album de Good Charlotte)
- 2007 : Good Morning Revival
- 2008 : Greatest Remixes
- 2010 : Greatest Hits
- 2010 : Cardiology
- 2016 : Youth Authority
- 2018 : Generation Rx